# Ėbeljach
L'Ėbeljach (in russo Эбелях?) è un fiume della Russia siberiana settentrionale, tributario di destra dell'Anabar. Scorre nel distretto (ulus) omonimo nella Repubblica della Jacuzia.
Il fiume scorre con direzione prevalentemente occidentale con un corso ricco di meandri. La lunghezza del fiume è di 108 km, l'area del bacino è di 1 890 km². Sfocia nell'Anabar a 361 km a monte della foce di quest'ultimo nel mare di Laptev. L'insediamento di Amakinskij e il villaggio di Ėbeljach, vicino alla foce, sono gli unici due insediamenti umani di qualche rilievo.
Secondo il registro idrico statale della Russia, appartiene al distretto del bacino della Lena.